# Hearts of Iron II: Armageddon
Hearts of Iron II: Armageddon je expansion pack pro hru Hearts of Iron II: Doomsday. Byl vydán v dubnu 2007.

## Nové prvky a možnosti
- Hráč může povolit nebo zakázat demokraciím vyhlašovat války.
- Hráč si může vybrat, kdy hra skončí, počínaje rokem 1940 a konče rokem 1964.
- Hráč si může vybrat, zda získá plnou průmyslovou kapacitu anektované země nebo ne.
- Hráč si může vybrat, zda bude moct používat výzkumné týmy anektovaných zemí.
- Prodloužená časová osa do roku 1964.
- Nové přídavné brigády k lodím a letadlům.
- Upravené vzdušné boje.

## Nové scénáře
Hearts of Iron II: Armageddon obsahuje dva nové scénáře: The Abyss a Armageddon. V obou scénářích existuje 19 států, které jsou rovnoměrně rozděleny na Spojence, Osu a Kominternu. Ve scénáři The Abyss na světě panuje mír, zatímco ve scénáři Armageddon jsou všechny tři frakce ve válce. Tyto scénáře jsou založeny na alternativních dějinách a jejich hlavním cílem je poskytnout vyváženou hru pro multiplayer.
Prvky alternativní historie:
- Američtí revolucionáři obsadili Quebec a díky tomu jim byla Pařížskou dohodou přiznána kontrola nad Kanadou. Tímto vznikly Spojené státy Severoamerické (United States of North America (USNA)).

- Konfederace vyhrála válku Severu proti Jihu, ale Virginia a Kentucky se připojily zpět k Unii z ekonomických důvodů. Konfederace se později spojila s Mexikem a vznikla Konfederační říše.

- Ve Francii se neodehraje Velká francouzská revoluce a Francie je anektována španělskou korunou po smrti posledního francouzského krále, jehož jediným dědicem je král španělský. Portugalsko je později také připojeno k Bourbonům. Velká část historické Francouzské severní Afriky je připojena k Bourbonskému království po válce s Osmanskou říší.

- Britské impérium se rozpadlo poté, co král nedokázal potlačit Chartisty. Královna Viktorie tedy nezdědila trůn. Všichni zbývající členové impéria se vzbouřili nebo se odtrhli. Nicméně Velká Británie zdědí koruny Hannoveru, Nizozemí a Dánska. Tato země se proměnila na stalinistický stát nazvaný Evropské Sověty v čest potlačené ruské revoluce v roce 1905.

- Itálie nejen že se sjednotí, ale také ovládne velkou část Rakouské říše po revoluci v roce 1848. Také odtrhne Tunisko a Libyi od Osmanské říše. Nicméně nespokojenost s malými územními zisky a velkými lidskými ztrátami vede k vítězství Tita ve volbách a zformování komunistického státu.

- Německo se nikdy nesjednotilo. Místo toho zůstalo zachováno Pruské království, které se rozšířilo přes většinu střední Evropy. Na začátku hry je králem Vilém III., syn Viléma II.

- Švédsko stále ovládá veškerá severní území s výjimkou Dánska a Islandu. Na začátku hry Švédsko ovládá také většinu pobaltských států a Leningrad (jména provincií zůstala nezměněna).

- Poté, co Rusko prohrálo Rusko-Japonskou válku, Ukrajina se odtrhla a zformovala Kozácký stát, který později ovládl některá území kolem Dunaje.

- Přes ztrátu Ukrajiny a dalších území v Rusko-Japonské válce Rusko zůstalo královstvím. Vládcem není car Mikuláš II. ani jeho syn Alexej, ale Velkovévoda Kirill Romanov (uchazeč o trůn po vymření dynastie Romanovců v Jekatěrinburgu).

- Všechna subsaharská území, která nejsou pod evropskou nebo osmanskou nadvládou tvoří komunistický stát pod vedením Haile Selassieho (historicky poslední vládce Etiopie).

- Většina jižní Afriky se zformovala v komunistický stát po četných pokusech Bourbonské říše získat nadvládu nad tímto územím.

- Austrálie a Nový Zéland se odtrhly od Britského impéria a vyhlásily nezávislý stát Australásie. Později ovládl Papua Novou Guineu, malou část Indonésie a všechny tichomořské ostrovy mezi Novým Irskem a Tahiti.

Účelem těchto scénářů je poskytnout relativně vyvážené státy pro multiplayer.